# Frans De Weert
Francis (Frans) Jozef De Weert (Mechelen, 15 oktober 1929 - 31 juli 1970) was een Belgisch hoogleraar en politicus voor de PVV.

## Levensloop
De Weert promoveerde aan de ULB tot doctor in de rechten, licentiaat in het notariaat, licentiaat in het zeerecht en in de verzekeringswetenschap. Hij werd directeur van het liberale Studiecentrum Paul Hymans. Hij werd hoogleraar aan de VUB.
In 1960 werd hij gemeenteraadslid van Mechelen en in 1965 werd hij verkozen tot volksvertegenwoordiger voor het arrondissement Mechelen. Hij vervulde dit mandaat tot aan zijn dood.